# علي أبادك (جلغة)
علي أبادك (بالفارسية: علی‌آبادک) هي قرية تقع في إيران في قسم جلغة الريفي. يقدر عدد سكانها بـ 496 نسمة .